# Dark & Wild
Dark & Wild – первый студийный альбом южнокорейской хип-хоп группы BTS. Был выпущен 19 августа 2014 года. Состоит из 14 песен, включая главный сингл «Danger». Позже группа начала промоушен песни «War of Hormone».
«Dark & Wild» стал 14 самым продаваемым альбомом в Корее в 2014 году.

## Подготовка к релизу
5 августа 2014 года BigHit выпустили видео «방탄소년단 'DARK & WILD' Comeback Trailer», которое содержало в себе анимации контрастных сцен леса и чёрно-белые структуры, сопровождающиеся рэпом РМ. 7 августа компания выпустила первые фото-тизеры нового альбома. Позже в социальных сетях был размещён официальный трек-лист. 19 августа был проведён шоукейс в честь камбэка, где группа исполнила «Let Me Know», «Danger» и «War of Hormone».

## Музыкальные видео
19 августа был выпущен видеоклип на сингл «Danger». Двумя месяцами позже, 21 октября, был выпущен видеоклип на песню «War of Hormone».

## Список композиций
| №                   | Название                                                                            | Автор(ы)                                                      | Продюсер                    | Длительность |
| ------------------- | ----------------------------------------------------------------------------------- | ------------------------------------------------------------- | --------------------------- | ------------ |
| 1.                  | «Intro: What am I to You»                                                           | Pdogg, РM                                                     | Pdogg                       | 2:45         |
| 2.                  | «Danger»                                                                            | Thanh Bui, Pdogg, «Hitman» Bang, РМ, Шуга, Джей-Хоуп          | Pdogg                       | 4:05         |
| 3.                  | «호르몬 전쟁» (Horeumon Jeonjaeng / War of Hormone)                                 | Pdogg, Supreme Boi, РМ, Шуга, Джей-Хоуп                       | Pdogg                       | 4:26         |
| 4.                  | «힙합성애자» (Hibhabseong-aeja / Hip Hop Lover)                                     | Pdogg, РМ, Шуга, Джей-Хоуп                                    | Pdogg                       | 4:17         |
| 5.                  | «Let Me Know»                                                                       | Pdogg, РМ, Шуга, Джей-Хоуп                                    | Suga, Pdogg                 | 4:15         |
| 6.                  | «Rain»                                                                              | Slow Rabbit, РМ, Шуга, Джей-Хоуп                              | Slow Rabbit                 | 4:25         |
| 7.                  | «BTS Cypher Pt. 3: Killer» (совместно с Supreme Boi)                                | Supreme Boi, РМ, Шуга, Джей-Хоуп                              | Supreme Boi                 | 4:28         |
| 8.                  | «Interlude:뭐해» (Interlude: Mwohae / Interlude: What Are You Doing)                |                                                               | Slow Rabbit                 | 0:42         |
| 9.                  | «핸드폰 좀 꺼줄래» (Haendeupon jom kkeojullae / Would You Turn off Your cellphone?) | Pdogg, РМ, Шуга, Джей-Хоуп                                    | Pdogg                       | 3:54         |
| 10.                 | «이불킥» (I-bul kkig / Blanket Kick)                                                | «Hitman» Bang, Shawn, Slow Rabbit, Pdogg, РМ, Шуга, Джей-Хоуп | «Hitman» Bang, Shawn, Pdogg | 4:02         |
| 11.                 | «24/7=Heaven»                                                                       | Pdogg, Slow Rabbit, РМ, Шуга, Джей-Хоуп                       | Pdogg                       | 3:46         |
| 12.                 | «여기 봐» (Yeogi-bwa / Look Here)                                                   | 250, Jinbo, РМ, Шуга, Джей-Хоуп                               | HoBo                        | 3:39         |
| 13.                 | «2학년» (2 hagnyeon / 2nd Grade)                                                    | Supreme Boi, РМ, Шуга, Джей-Хоуп                              | Pdogg                       | 3:55         |
| 14.                 | «Outro: 그게 말이 돼?» (Outro: Geuge mal-i dwae? / Outro: Does that make sense?)    | SiMo, Supreme Boi                                             | SiMo, Supreme Boi           | 2:53         |
| Общая длительность: | Общая длительность:                                                                 | Общая длительность:                                           | Общая длительность:         | 50:50        |

## Чарты
| Чарт (2014)                    | Пиковая позиция |
| ------------------------------ | --------------- |
| Южная Корея (Gaon Album Chart) | 2               |
| США (Billboard World Albums)   | 3               |
| США (Top Heatseekers)          | 27              |

| Чарт (2014)                    | Пиковая позиция |
| ------------------------------ | --------------- |
| Южная Корея (Gaon Album Chart) | 3               |

### Годовые чарты
| Чарт                           | Пиковая позиция |
| ------------------------------ | --------------- |
| Южная Корея (Gaon Album Chart) | 14              |
| Южная Корея (Gaon)             | 68              |

## Награды и номинации
Golden Disk Awards
| Год  | Что номинировано  | Номинация   | Результат |
| ---- | ----------------- | ----------- | --------- |
| 2015 | BTS – Dark & Wild | Album Award | Победа    |